# Croix écotée de Pleumeur-Bodou
La croix écotée  est située à Pleumeur-Bodou en France.

## Localisation
La croix est située sur la commune de Pleumeur-Bodou, place de l'Église, dans le département des Côtes-d'Armor en région Bretagne.

## Description
Croix à boutons, neuf sur chaque arête, en pans coupés, datée sur le devant de sa base de 1621 dans un cadre aux extrémités en forme de tenon queue d'aronde. Sculptures représentant le Christ, un calice et l'hostie. Cette croix, posée derrière le monument aux morts, a été ramenée des environs.

## Historique
La croix est inscrite au titre des monuments historiques par arrêté du 7 octobre 1964.